# چهارسوق بزرگ بازار تهران
چهار سوق بزرگ بازار تهران مربوط به دوره زند - دوره قاجار است و در تهران، بازار چهل تن واقع شده و این اثر در تاریخ ۲ آبان ۱۳۵۶ با شمارهٔ ثبت ۱۵۴۱ به‌عنوان یکی از آثار ملی ایران به ثبت رسیده است.
از شمال به چهارراه بین الحرمین به پله شیرازیها و در نهایت به خیابان پانزده خرداد می‌رسد. 
از جنوب به بازار مسگرها و گذر لوطی صالح و در نهایت به خیابان مولوی می‌رسد. 
از شرق به کوچه آهنگران و بازار حضرتی و در نهایت به چهارراه مولوی می‌رسد. 
از غرب نیز به چهارسوق کوچک و بازار زید و بازار کفاشها و در نهایت به بازار سید ولی و خیابان خیام می‌رسد. 
به چهارسوق بزرگ قلب یا نقطه مرکزی بازار هم گفته می‌شود. 